# Cecilio Caminha Freitas

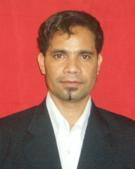
Cecilio Caminha Freitas

Cecilio Caminha Freitas (* 11. Mai 1973 in Lospalos, Portugiesisch-Timor) ist ein Politiker aus Osttimor.
Freitas hat ein Studium über Internationale Menschenrechte abgeschlossen. Von 2000 bis 2002 war Freitas Executive Director des Forums der Nichtregierungsorganisationen Osttimors FONGTIL, dem Dachverband der nationalen Nichtregierungsorganisationen.
Von 2007 bis 2012 war Freitas Abgeordneter des Nationalparlament Osttimors für den Congresso Nacional da Reconstrução Timorense (CNRT). Er war Mitglied der Kommission für Wirtschaft, Finanzen und Korruptionsbekämpfung (Kommission C).
Seit dem 30. Juli 2015 war Freitas Vorsitzender des Parteienbündnis Bloku Unidade Popular (BUP). Es handelte sich dabei um ein Wahlbündnis von fünf Parteien, die bei den Parlamentswahlen 2012 an der Drei-Prozent-Hürde scheiterten. 2018 ging der BUP im Fórum Demokrátiku Nasionál (FDN) auf.